# بورنهم (باكينجهامشير)
بورنهم (بالإنجليزية: Burnham, Buckinghamshire)‏ هي قرية و أبرشية مدنية تقع في المملكة المتحدة في باكينجهامشير.  يقدر عدد سكانها بـ 11,630 نسمة ومساحتها 19.84 كم2 .

## أعلام
- جون ثورن
- باول شو
- جون إيفانز
- رايموند بوند
- سوزان كوبر